# Taloqan
Tāloqan (o Tāleqān, in persiano تالقان‎) è il capoluogo della provincia di Takhar e dell'omonimo distretto e si trova nel nord dell'Afghanistan, ha una popolazione di 196.400 ab. nel 2006.
Sorge a 876,3 metri d'altezza.

## Geografia fisica
Nei pressi della città sorge la valle disabitata di Ahandara.

## Storia
Marco Polo parla di Taloqan ne Il Milione.
La città venne distrutta dai Taliban nel gennaio 2001 e venne liberata nel novembre dello stesso anno.